# Амар Беганович
Амар Беганович (хорв. Amar Beganović, нар. 25 листопада 1999, Тузла, Боснія і Герцеговина) — боснійський футболіст, фланговий захисник клубу «Сараєво».

## Ігрова кар'єра

### Клубна
Амар Беганович народився в місті Тузла і з 2005 року почав займатися футболом в академії місцевого клубу «Слобода». Першу гру на професійному рівні футболіст провів у вці 17 років 4 березня 2017 року.
У січні 2022 року Беганович переїхав до Словенії, де приєднався до місцевого клубу «Мура». Відігравши в Словенії півтора сезону, влітку 2023 року Беганович повернувся до Боснії — до клубу «Сараєво». З яким у травні 2025 року виграв національний Кубок.

### Збірна
З 2015 року Амар Беганович виступав за юнацькі збірні Боснії і Герцеговини. Також він провів вісім матчів в складі молодіжної збірної Боснії і Герцеговини.

## Титули
Сараєво
 Переможець Кубка Боснії і Герцеговини: 2024/25